# L'Album du peuple

L'Album du peuple de François Pérusse est une série de disques de capsules humoristiques déjà diffusées à la radio, accompagnées de chansons parfois inédites.

## Différence du contenu entre la radio et les albums
Lors du passage en album des capsules, certaines sont raccourcies en retirant quelques parties et souvent en modifiant l'introduction où Pérusse annonce le thème de ladite capsule ou en modifiant une phrase dite par l'un des personnages. D'autres fois, des extraits de plusieurs capsules passées à la radio sont mélangés pour en créer une nouvelle.

## Liste des albums

### Tome 1
Le Tome 1 est lancé en 1991. Deux versions de l'album existent. Les 25 000 premiers exemplaires comprennent les chansons Fadeli Fadela et Les Simpsons passent au Bart, retirées des éditions ultérieures à la suite de demandes des ayants droit des chansons originales. La chanson Hymne au printemps II a été ajoutée en remplacement.
 Première édition 
| 1.    | Bonjour la Terre                       | 2:56  |
| 2.    | Les médias                             | 10:56 |
| 3.    | Fadeli Fadela (chanson)                | 2:16  |
| 4.    | Dites-le avec une chanson              | 8:13  |
| 5.    | La Bolduc du jour (chanson)            | 2:24  |
| 6.    | Le royaume des animaux                 | 7:55  |
| 7.    | Le rap du mille-pattes (chanson)       | 2:34  |
| 8.    | Cette chère culture                    | 12:27 |
| 9.    | Les Simpsons passent au Bart (chanson) | 2:17  |
| 10.   | Le peuple et la consommation           | 9:46  |
| 11.   | Le reggae du pourri (chanson)          | 2:28  |
| 12.   | Bye Bye le peuple                      | 1:09  |
| 65:21 |                                        |       |

 Seconde édition 
| 1.    | Bonjour la Terre                 | 2:56  |
| 2.    | Les médias                       | 10:56 |
| 3.    | Le rap du mille-pattes (chanson) | 2:37  |
| 4.    | Dites-le avec une chanson        | 8:13  |
| 5.    | La Bolduc du jour (chanson)      | 2:24  |
| 6.    | Le royaume des animaux           | 7:58  |
| 7.    | Cette chère culture              | 12:29 |
| 8.    | Hymne au printemps II (chanson)  | 2:03  |
| 9.    | Le peuple et la consommation     | 9:49  |
| 10.   | Le reggae du pourri (chanson)    | 2:29  |
| 11.   | Bye Bye le peuple                | 1:08  |
| 63:07 |                                  |       |

### Tome 2
Le Tome 2 est lancé en 1992.
| 1.    | Le peuple dans la rue               | 14:50 |
| 2.    | Black Fernand 1                     | 5:16  |
| 3.    | Question d'attitude                 | 12:12 |
| 4.    | Montréal 2                          | 3:31  |
| 5.    | Les communicateurs                  | 9:47  |
| 6.    | Mon prof de gym / T'es au bat boy 3 | 6:18  |
| 7.    | Sexe conseil                        | 11:39 |
| 8.    | Guy y'a un bicycle jaune 4          | 4:32  |
| 68:00 |                                     |       |

1 Parodie de Black Dog de Led Zeppelin

2 Parodie de Te v'là de Robert Charlebois

3 Parodie de Pump Up the Jam de Technotronic et Bad Bad Boys de Midi, Maxi & Efti

4 Parodie de Me and Mrs. Jones de Billy Paul

### Tome 3
Le Tome 3 est lancé en 1994.
| 1.    | Intro                        | 2:59  |
| 2.    | Carrières et professions     | 8:17  |
| 3.    | Sagouine'n roses (chanson)   | 2:42  |
| 4.    | Dans le derrière du micro    | 11:51 |
| 5.    | Les Gypsys cognent (chanson) | 2:45  |
| 6.    | Soyons diplomates            | 12:42 |
| 7.    | Centre d'achats 1            | 0:26  |
| 8.    | Pauvre Père Noël (chanson)   | 2:43  |
| 9.    | Centre d'achats 2            | 0:20  |
| 10.   | Kick en stock                | 11:26 |
| 11.   | Caroline (chanson)           | 3:40  |
| 62:11 |                              |       |

### Tome 4 – Final
Le Tome 4 est lancé en 1995.
| 1.    | Intro                                     | 3:10  |
| 2.    | N'ajustez pas votre appareil              | 11:31 |
| 3.    | I've Got The Pawa (chanson)               | 2:51  |
| 4.    | Psychologie 101                           | 13:22 |
| 5.    | Stress (chanson)                          | 2:17  |
| 6.    | Chers voisins                             | 9:25  |
| 7.    | Le reel des p'tits désagréments (chanson) | 2:49  |
| 8.    | Une bonne éducation                       | 13:29 |
| 9.    | Ton ancien chum (chanson)                 | 3:10  |
| 62:57 |                                           |       |

### Tome 5 – La Poursuite
Le Tome 5 est lancé en 1996.
| 1.    | La poursuite                     | 3:24  |
| 2.    | Vive l'amour (chanson)           | 2:44  |
| 3.    | L'éclat-média                    | 15:27 |
| 4.    | Snack-bar chez Raymond (chanson) | 2:39  |
| 5.    | Toi pis moi pis les deux         | 15:22 |
| 6.    | Les infopubs (chanson)           | 1:57  |
| 7.    | Brassons nos affaires            | 10:49 |
| 8.    | C'est belle une fille (chanson)  | 5:07  |
| 57:38 |                                  |       |

### Volume 1
Le Volume 1 est lancé en France en 1997.
| No | Titre                         | Durée |
| -- | ----------------------------- | ----- |
| 1. | Intro                         | 1:32  |
| 2. | Petit écran                   | 13:28 |
| 3. | Vive l'amour (chanson)        | 3:01  |
| 4. | Petits métiers                | 11:18 |
| 5. | Snack-bar chez Léon (chanson) | 2:39  |
| 6. | Petites faiblesses            | 10:47 |
| 7. | Télé-achats (chanson)         | 3:44  |
| 8. | Grosse déprime                | 13:37 |
| 9. | Chanson grivoise (chanson)    | 4:12  |

### Volume 2
Le Volume 2 est lancé en France en janvier 2002, après l'oubli du projet durant quatre ans. La version québécoise, limitée, est parue en novembre 2002.
| 1.    | Prélude               | 0:41  |
| 2.    | Les médias            | 18:04 |
| 3.    | C'est beau (chanson)  | 2:57  |
| 4.    | La culture            | 15:00 |
| 5.    | Et pourtant (chanson) | 1:58  |
| 6.    | La société            | 17:13 |
| 7.    | Pause publicitaire    | 2:14  |
| 8.    | Les métiers           | 16:35 |
| 64:40 |                       |       |

### L'Album pirate
L'Album pirate est lancé en 2002. Il s'agit d'une compilation de vieilles capsules et chansons qui ne se sont pas retrouvées sur les tomes précédents (par manque de place).
| No | Titre                       | Durée |
| -- | --------------------------- | ----- |
| 1. | Intro                       | 1:09  |
| 2. | Bloc 1                      | 14:16 |
| 3. | Chanson inégale (chanson)   | 2:03  |
| 4. | Bloc 2                      | 12:12 |
| 5. | Dinde rôtie (chanson)       | 2:18  |
| 6. | Bloc 3                      | 13:49 |
| 7. | C'est encore Dieu (chanson) | 1:27  |
| 8. | Bloc 4                      | 12:07 |
| 9. | La grippe (chanson)         | 4:33  |

### Tome 6
Le Tome 6 est lancé en 2003.
| 1.    | Bloc I                              | 13:41 |
| 2.    | St-Néant (chanson)                  | 2:57  |
| 3.    | Bloc II                             | 14:57 |
| 4.    | Assis sur mon tracteur (chanson)    | 2:57  |
| 5.    | Bloc III                            | 14:33 |
| 6.    | Panneaux de signalisation (chanson) | 2:57  |
| 7.    | Bloc IV                             | 15:38 |
| 8.    | Les journées rallongent (chanson)   | 6:14  |
| 73:54 |                                     |       |

### Tome 7
Le Tome 7 est lancé en 2007.
| 1.    | Bloc 1 – Le Joker           | 15:16 |
| 2.    | Tu fababounes (chanson)     | 2:16  |
| 3.    | Bloc 2 – La flush royale    | 13:43 |
| 4.    | Le soleil (chanson)         | 2:06  |
| 5.    | Bloc 3 – Le deux de pique   | 11:09 |
| 6.    | Le Blues du Blues (chanson) | 1:32  |
| 7.    | Bloc 4 – Le bluff           | 13:13 |
| 8.    | Y'a don ben des (chanson)   | 4:54  |
| 64:09 |                             |       |

### Tome 8
Le Tome 8 est lancé le 21 novembre 2011.
| 1.    | Bloc 1 – Basse réalité          | 15:40 |
| 2.    | Le monde a des kodaks (chanson) | 1:51  |
| 3.    | Bloc 2 – Médias saignants       | 16:22 |
| 4.    | Bad English (chanson)           | 2:49  |
| 5.    | Bloc 3 – Solo de drames         | 14:25 |
| 6.    | La Twittere (chanson)           | 1:51  |
| 7.    | Bloc 4 – Bien essayé            | 10:49 |
| 8.    | De rien (chanson)               | 7:21  |
| 69:08 |                                 |       |

### Tome 9
Le Tome 9 est lancé le 19 novembre 2013,,.
| 1.    | Préambule                     | 1:58 |
| 2.    | Bête société                  | 6:41 |
| 3.    | Façon de voir                 | 7:01 |
| 4.    | Danse mal (chanson)           | 2:06 |
| 5.    | Bien désinformer              | 7:59 |
| 6.    | Souvenirs amnésiques          | 9:39 |
| 7.    | Peut pas tout avoir (chanson) | 2:11 |
| 8.    | Culture frugale               | 8:17 |
| 9.    | Si jamais                     | 7:47 |
| 10.   | Sur la conscience (chanson)   | 2:12 |
| 11.   | Les vraies affaires           | 5:12 |
| 12.   | Jouer avec le feu             | 6:27 |
| 13.   | Une fois (chanson)            | 1:00 |
| 14.   | Sortie                        | 3:24 |
| 72:00 |                               |      |

### Tome 10
Le Tome 10 est lancé le 27 novembre 2015.
| 1.    | C'est un début                 | 2:25 |
| 2.    | Chez nous, c'est chez nous     | 6:31 |
| 3.    | La présence du passé           | 6:26 |
| 4.    | Bonne fête remix (chanson)     | 1:54 |
| 5.    | L'art ou l'argent?             | 9:38 |
| 6.    | Services publics               | 8:31 |
| 7.    | Sacrons-nous la paix (chanson) | 2:10 |
| 8.    | Sous-consommation              | 8:08 |
| 9.    | L'erreur est un droit          | 8:11 |
| 10.   | La quincaillerie (chanson)     | 2:19 |
| 11.   | Soyez assurés                  | 3:43 |
| 12.   | Obligations d'épais            | 3:50 |
| 13.   | Remplissage (chanson)          | 0:28 |
| 14.   | On va faire un boutte          | 9:22 |
| 73:29 |                                |      |

### Best Ove
Le Best Ove est lancé le 10 novembre 2017. Il s'agit d'une compilation d'extraits des précédents albums, agrémentée d'inédits et de remix réalisés pour l'occasion. Il est paru en même temps que l'extension Pérusse de L'osti d'jeu.
| 1.    | Best Ove intro                    | 6:44 |
| 2.    | La mieux des pistes 2             | 8:20 |
| 3.    | Piste trois fait le mois          | 5:38 |
| 4.    | La quatre est à battre            | 6:19 |
| 5.    | Cinq pour quintessence            | 5:51 |
| 6.    | La sixième du siècle              | 5:42 |
| 7.    | La sept, you bet!                 | 7:09 |
| 8.    | Après cette huit, c'est neuf      | 6:36 |
| 9.    | Track nine is fine                | 4:46 |
| 10.   | Dix qualifiée                     | 6:46 |
| 11.   | Onze remporte mieux que le bronze | 5:12 |
| 12.   | La première des dernières pistes  | 4:29 |
| 73:38 |                                   |      |

### Tome XI
Le Tome XI est lancé le 24 novembre 2020. Cet album est disponible seulement au format numérique.
| 1.    | Bienvenue dans le contexte     | 6:11 |
| 2.    | Les faux services              | 5:44 |
| 3.    | Je veux pas juger (chanson)    | 2:37 |
| 4.    | Entretiens mal entretenus      | 6:44 |
| 5.    | Semblant de rien               | 8:29 |
| 6.    | 3 p'tits points (chanson)      | 2:32 |
| 7.    | Faire ça pour vivre            | 6:43 |
| 8.    | Quoi de neuf                   | 6:02 |
| 9.    | Le cercueil connecté (chanson) | 1:55 |
| 10.   | Gauche droite                  | 7:57 |
| 11.   | Rien n'est étrange             | 6:53 |
| 12.   | Deuxième vague (chanson)       | 2:20 |
| 13.   | Être bête                      | 2:12 |
| 66:23 |                                |      |